# ČAFC Praha
ČAFC Praha ist ein tschechischer Fußballverein aus Prag. Der 1899 als Český Athletic & Football Club Královské Vinohrady gegründete Klub wurde 1902 erster offizieller Meister des böhmischen Fußballverbandes ČSF. 1925 bis 1928 und 1929/30 war Čafka, wie der Klub im Volksmund heißt, erstklassig. Ab der Saison 2008/09 spielt der Verein im fünftklassigen Krajský přebor, nachdem man in der vorangegangenen Saison Meister der 1.A třída wurde.

## Geschichte
Am 15. November 1899 gründeten Sportbegeisterte in Královské Vinohrady einen Sportverein mit dem Namen Český Athletic & Football Club, kurz ČAFC, dessen Fußballmannschaft 1901 an der böhmischen Meisterschaft teilnahm. 1902 veranstaltete der böhmische Fußballverband ČSF die erste offizielle Meisterschaft, allerdings ohne die damals bei weitem stärkste Mannschaft, Slavia Prag. Im Finale besiegte ČAFC den AFK Kolín mit 2:2 und 5:1.
In Reihen des Klubs standen mehrere spätere tschechoslowakische Nationalspieler, unter anderem Karel Pešek-Káďa, Karel Čipera, František Hojer, Antonín Kaliba, Václav Pilát, Rudolf Sloup-Štapl. Ladislav Ženíšek, Vize-Weltmeister 1934, stammte aus der Jugend des Vereins.
Auch in den folgenden Jahren gehörte ČAFC zu den vorderen böhmischen Vereinen, auch wenn es nicht mehr zu einem Titelgewinn reichen sollte. Bei der Einführung des Professionalismus 1925 gehörte ČAFC zum Profilager, kam jedoch über Mittelfeldplatzierungen der 1. Liga nicht hinaus. In den Jahren 1925 und 1926 zog das Team in das Endspiel des mittelböhmischen Pokals ein, war aber mit 0:7 gegen Sparta Prag und mit 0:10 gegen Slavia Prag jeweils deutlich unterlegen.
In der Saison 1927/28 belegte Čafka den siebten und letzten Platz, schaffte aber 1928/29 den sofortigen Wiederaufstieg. Die Spielzeit 1929/30 war jedoch die letzte Erstligasaison der Prager Vorstädter.
Profistatus besaß der ČAFC noch bis 1935, als die Trennung zwischen Berufs- und Amateurfußball in der Tschechoslowakei aufgehoben wurde. Wie gut die Jugendarbeit des Klubs auch später noch war, bewies der Gewinn der Juniorenmeisterschaft 1942.
Nach dem Zweiten Weltkrieg wechselte mehrmals der Trägerbetrieb des Klubs, der 1953 nach einer Fusion mit Sparta Krč sogar als Tatran Stavomontáže B antreten musste. Zwischen 1968 und 1979 durfte der Verein seinen traditionellen Namen verwenden, anschließend bis zur Samtenen Revolution hieß der Klub Tatran Stavební závody. In diesen Jahren, und auch danach, kam Čafka nicht über die vierthöchste Spielklasse hinaus.

## Spielstätten
Der erste Platz des Klubs lag zwischen den Straßen Kolínská und Čáslavská. 1903 musste ČAFC zum ersten Mal umziehen und fand eine neue Spielstätte unweit von Flora, die der Klubs allerdings schon 1905 wieder verlor. 1908 fand ČAFC ein neues Stadion am heutigen Platz Jiřího z Lobkovic. Diese Spielstätte verlor der Klub 1928 und zog nach Spořilov. Das dortige Stadion wich 1982 einer Schnellstraße, Ersatz erhielt ČAFC unweit des Schlosses Záběhlice, wo der Klub bis heute spielt.

## Bekannte ehemalige Spieler
- Karel Čipera
- František Hojer
- Josef Jelínek
- Alois Jonák
- Antonín Kaliba
- Karel Pešek-Káďa
- Václav Pilát
- František Schiefner
- Rudolf Sloup-Štapl
- Jiří Trnka
- Ladislav Ženíšek

## Vereinsnamen
- 1899 – 1918 ČAFC Královské Vinohrady
- 1918 – 1948 ČAFC Vinohrady
- 1948 – 1950 Sokol ČAFC Vinohrady
- 1951 – 1952 Instalační závody ČAFC
- 1952 – 1953 Tatran Stavomontáže B
- 1953 – 1968 Tatran Pozemní stavby
- 1968 – 1979 ČAFC Praha
- 1979 – 1990 Tatran Stavební závody
- 1990 – dato ČAFC Praha